# Paul-Henri de Le Rue
Paul-Henri de Le Rue (Lannemezan, Midi-Pirenéus, 17 de abril de 1984) é um snowboarder francês. De Le Rue foi medalhista de bronze do snowboard cross nos Jogos Olímpicos de Inverno de 2006 em Turim, e também disputou os Jogos Olímpicos de Inverno de 2010 em Vancouver, terminando na vigésima quinta posição.